# Chloeia venusta
Chloeia venusta är en ringmaskart som beskrevs av Jean Louis Armand de Quatrefages de Bréau 1866. Chloeia venusta ingår i släktet Chloeia och familjen Amphinomidae. Arten har ej påträffats i Sverige. Inga underarter finns listade i Catalogue of Life.